# Moura Girão

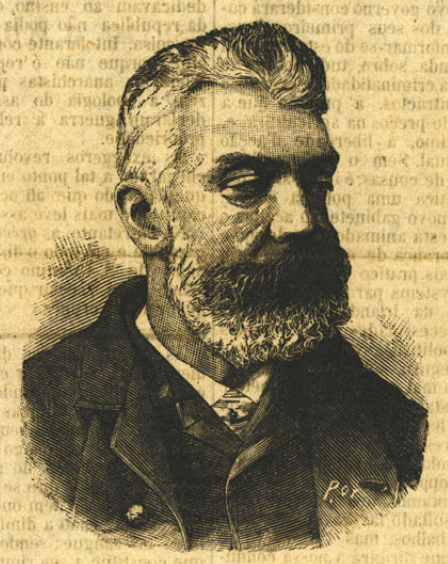
Moura Girão, numa gravura publicada em 1886

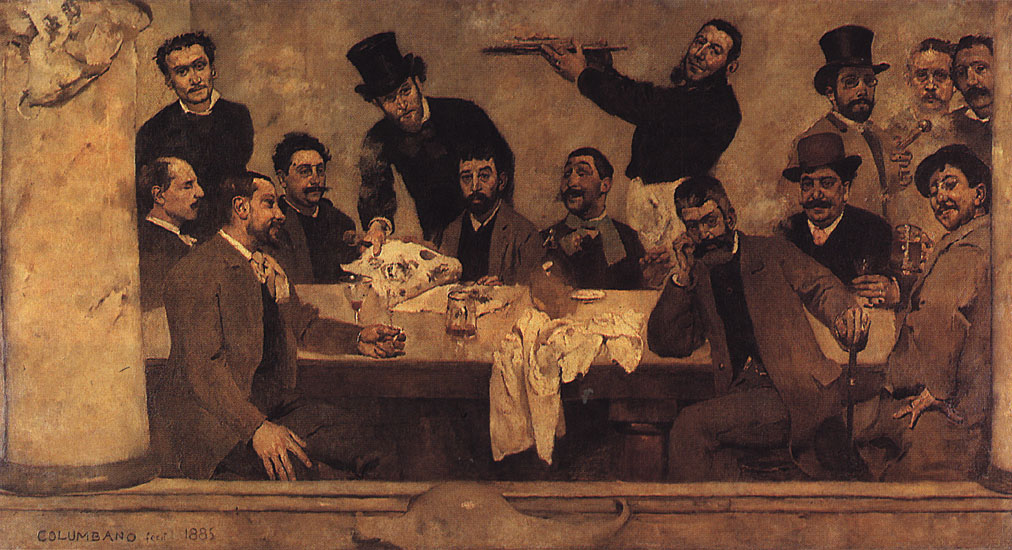
O Grupo do Leão (1885), pintura de Columbano Bordalo Pinheiro representando os artistas naturalistas.

José de Sousa Moura Girão nasceu em Lisboa, em agosto de 1840. Teve como mestre Tomás da Anunciação e Miguel Lupi. Expôs suas obras na Sociedade Promotora de Belas Artes do Grupo do Leão, o qual fez parte, também expõe na Sociedade Nacional de Belas Artes (SNBA) e em 1908 na Exposição Portuguesa no Rio de Janeiro. Durante 36 anos foi restaurador do Museu Nacional de Arte Antiga. O artista morreu em Coimbra em 1916.
Como membro do Grupo do Leão, figurou no quadro de Columbano Bordalo Pinheiro, que retrata a cena dos artistas naturalistas na cervejaria com o mesmo nome, em Lisboa.

## Obra sobre Revolução Republicana
Uma obra pouco conhecida de 1910, mas histórica, retrata a celebração da Revolução Republicana. É o quadro ''Viva a Republica''. É um óleo sobre tela que foi apresentado na 9º Exposição da SNBA, em 1911. Se trata de um galo, um dos poucos de Girão que se exibem a cantar, que anuncia a aurora republicana, empoleirado. No fundo, dando boas vindas à República, o povo ergue armas, chapéus e bandeiras. 

## Literatura
- Fernando de Pamplona: Diccionario de pintores e escultores portugueses ou que trabalharam em Portugal. - Lissabon, 1954-1958
- Michael Tannock: Portuguese 20th Century Artists: A Biographical Dictionary. - Chichester : Phillimore, 1978

http://www.arcadja.com/auctions/es/de_girao_josé_sousa_moura/artista/231393/
| {{{caption}}} |
|               |

| {{{caption}}} |
|               |